# 트리니티 크릭
트리니티 크릭은 상트페테르부르크의 강이다.

## 박물관

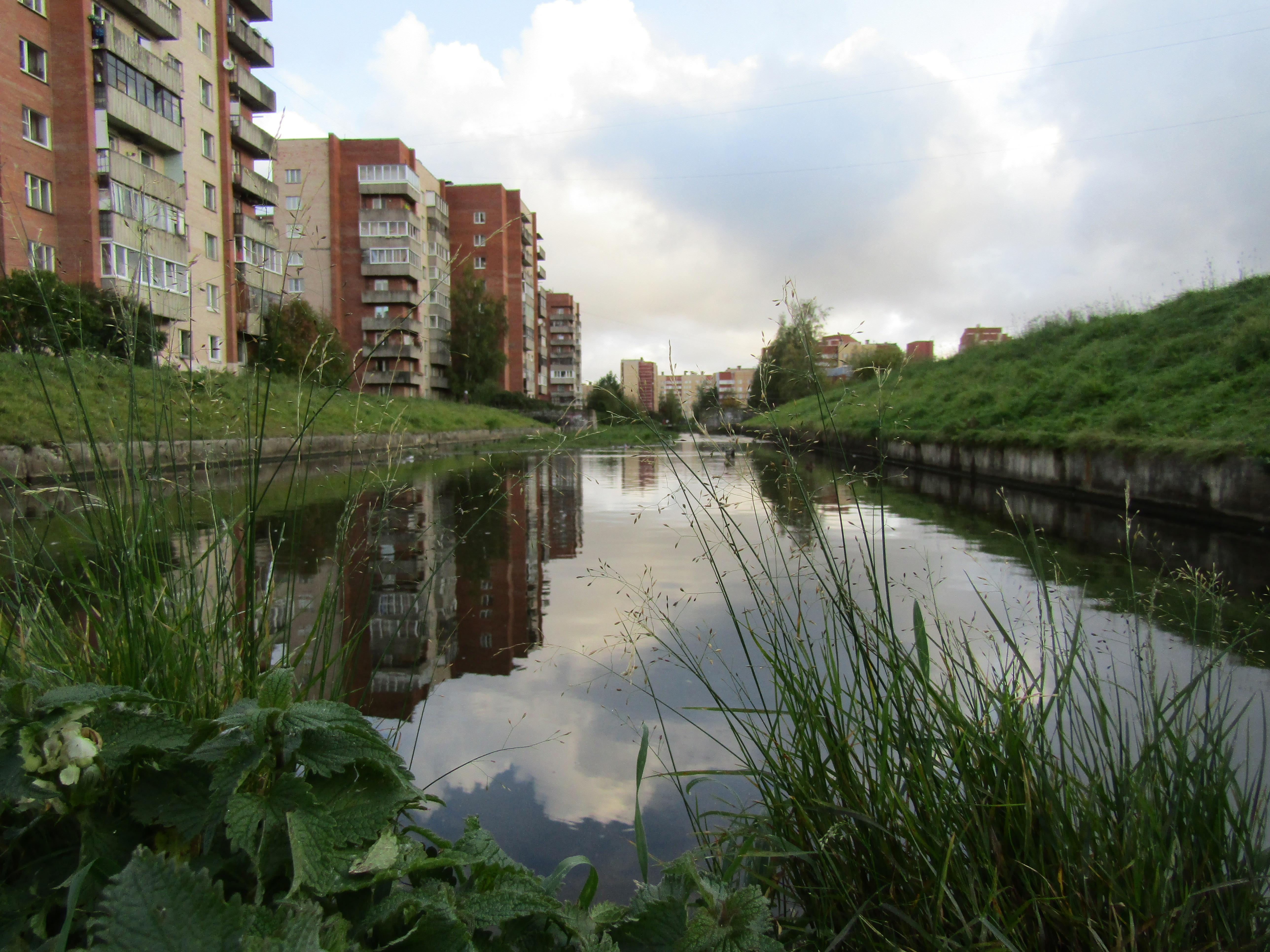
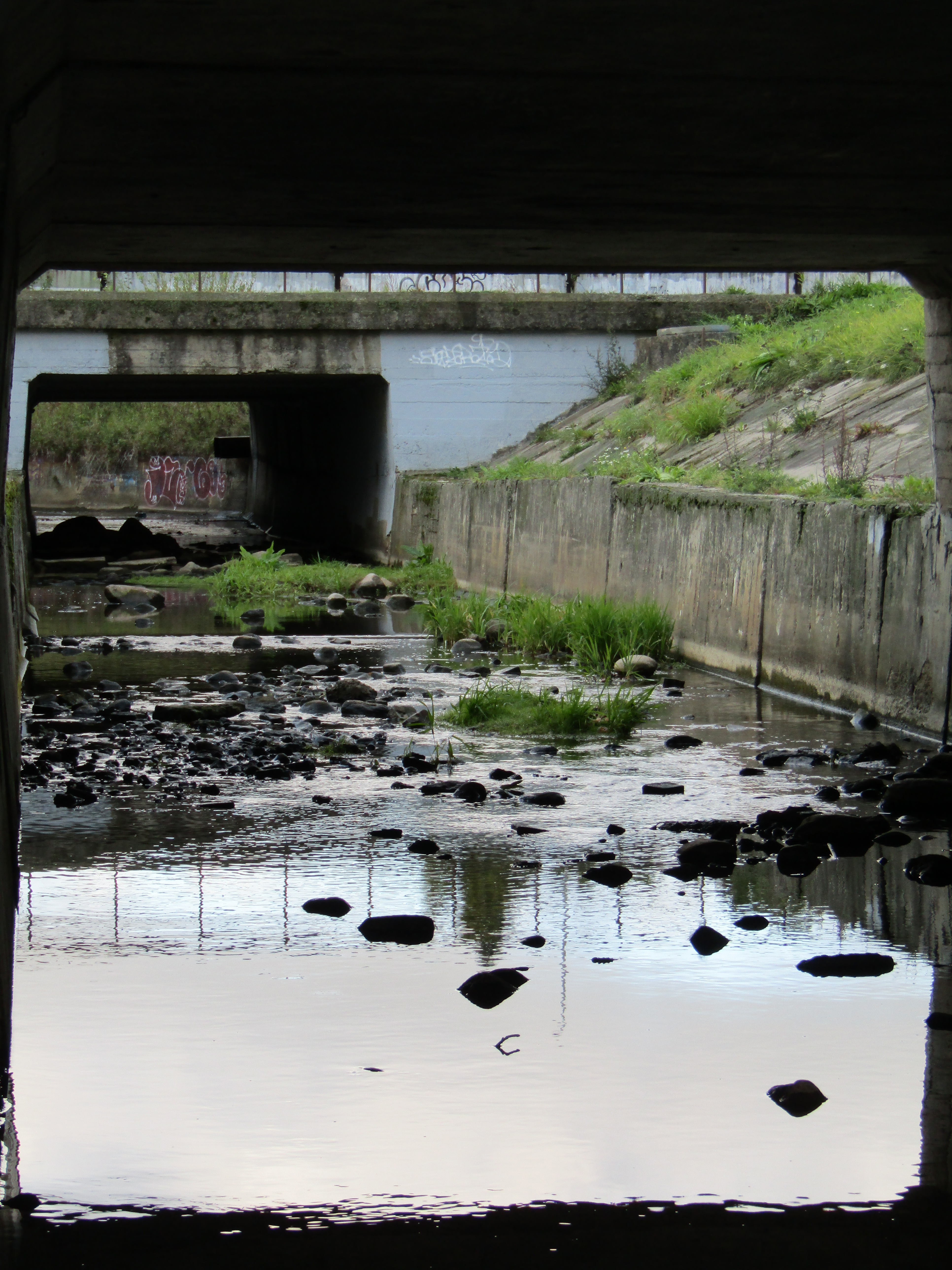
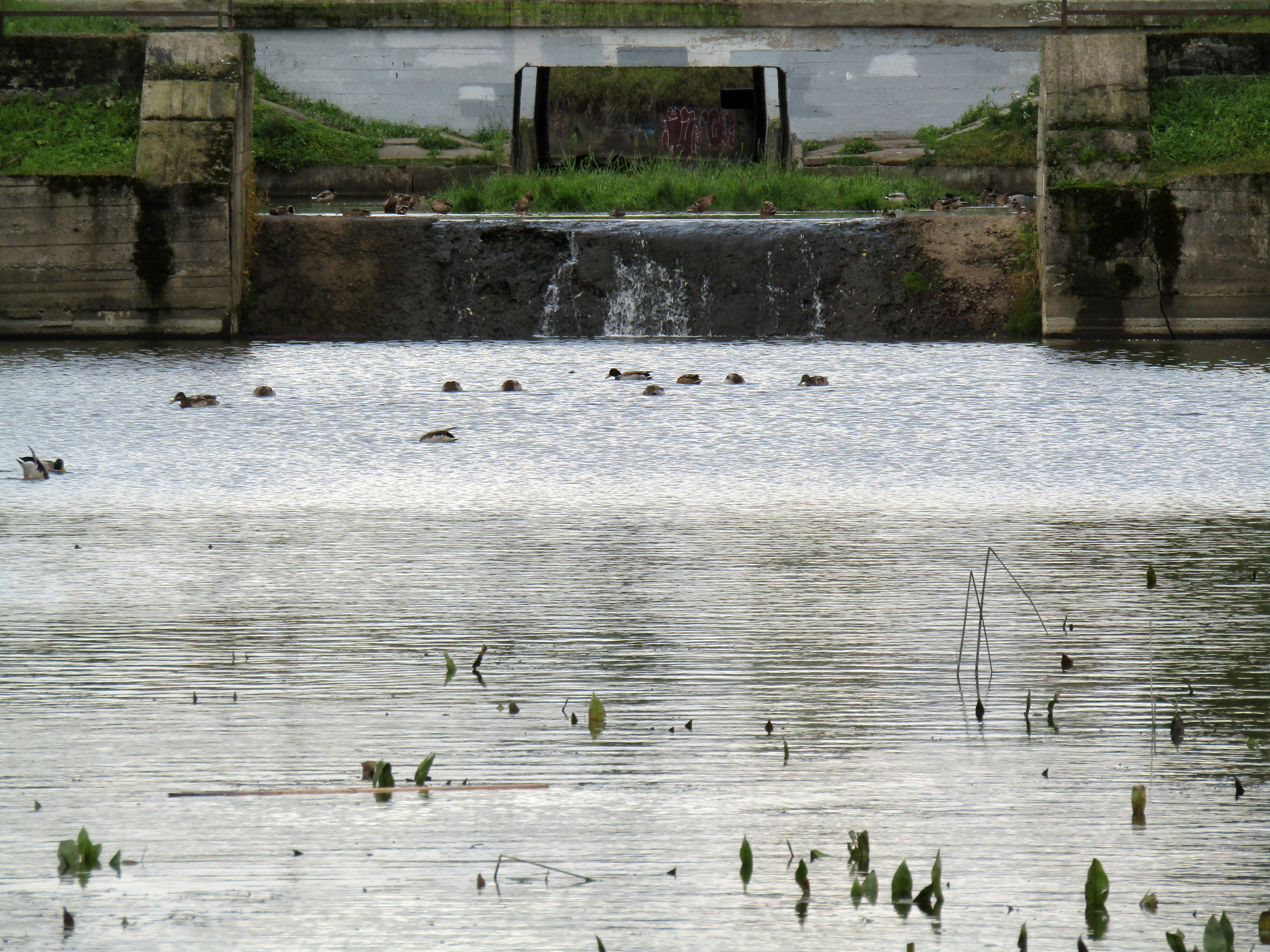
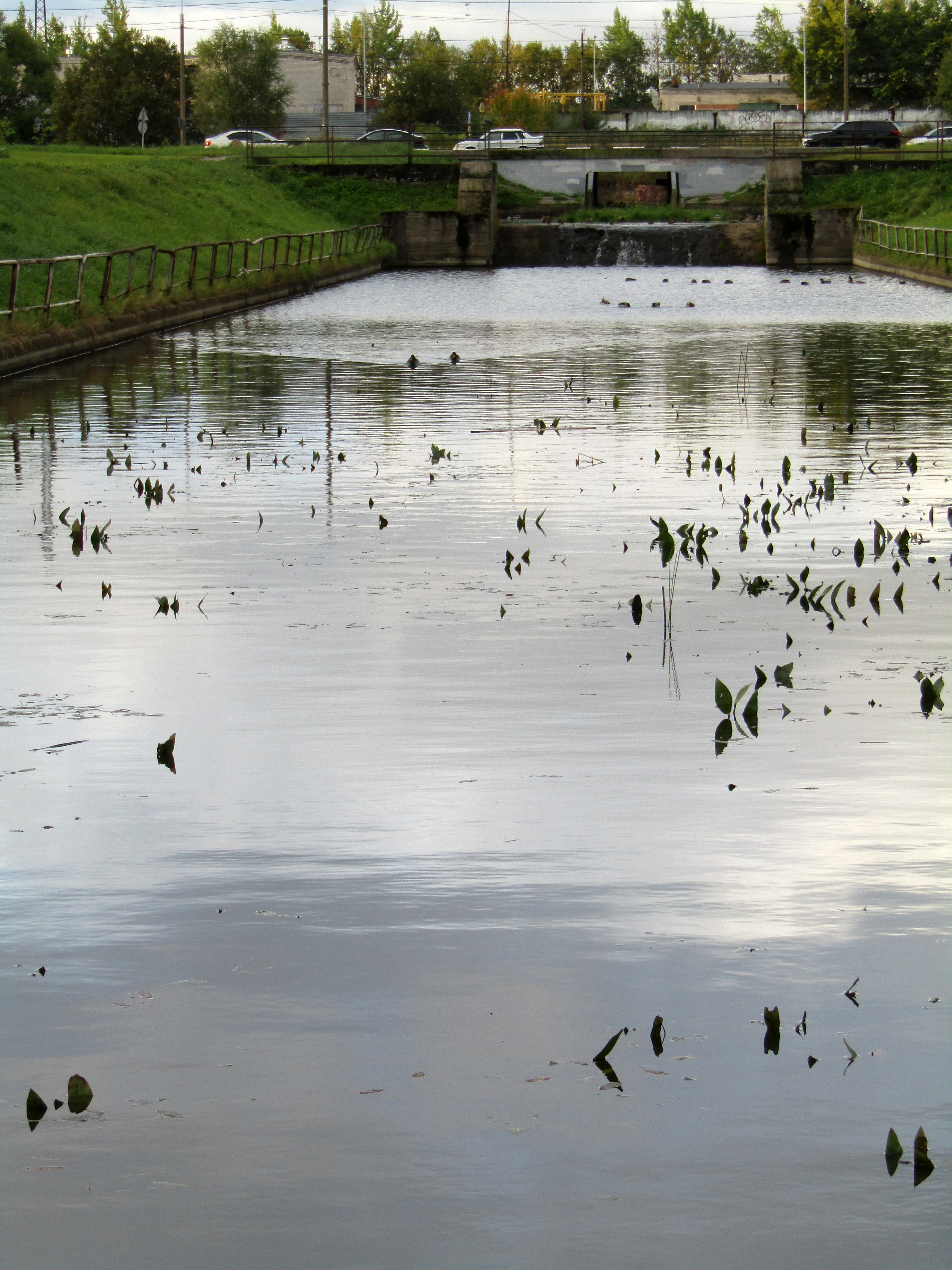